# Marc Benno
Marc Benno (Dallas, 1 de julio de 1947) es un músico y compositor estadounidense, reconocido por su asociación con artistas y bandas como Leon Russell, The Doors, Eric Clapton y Stevie Ray Vaughan, y por su carrera como solista que inició en la década de 1970.

## Carrera
Benno fue miembro de la banda The Asylum Choir con Leon Russell a finales de los años 1960. Inició su carrera como solista con el lanzamiento de su disco homónimo en 1970. Su tercer álbum, Ambush, editado en 1972 logró un éxito comercial moderado. Escribió la canción "Rock 'n Roll Me Again", grabada por la banda The System para la banda sonora de la película de 1985 Beverly Hills Cop; este álbum logró un premio Grammy. Benno trabajó además con artistas y bandas como The Doors, Eric Clapton, Stevie Ray Vaughan, Clarence White y Rita Coolidge. Benno fue el guitarrista rítmico en varias canciones del disco L.A. Woman de The Doors, junto con Robby Krieger.

## Discografía

### Álbumes
| Año  | Álbum                                                     | Posición en las listas |
| Año  | Álbum                                                     | EE. UU.                |
| ---- | --------------------------------------------------------- | ---------------------- |
| 1968 | Look Inside the Asylum Choir (con Leon Russell)           | —                      |
| 1970 | Marc Benno                                                | —                      |
| 1971 | Minnows                                                   | —                      |
| 1971 | Asylum Choir II (con Leon Russell)                        | 70                     |
| 1972 | Ambush                                                    | 171                    |
| 1979 | Lost in Austin                                            | —                      |
| 1990 | Take It Back To Texas                                     | —                      |
| 1994 | Snake Charmer                                             | —                      |
| 2000 | Sugar Blues                                               | —                      |
| 2002 | Live in Gillespie County                                  | —                      |
| 2003 | Golden Treasure                                           | —                      |
| 2003 | Hit The Bottom                                            | —                      |
| 2004 | I Got It Bad                                              | —                      |
| 2005 | Live at the Chi Chi Club (con John Cipollina, Pete Sears) | —                      |
| 2006 | Crawlin (con Stevie Ray Vaughan, Doyle Bramhall)          | —                      |
| 2007 | Live in Japan                                             | —                      |
| 2007 | Shadow                                                    | —                      |
| 2011 | From the Vault                                            | —                      |
| 2011 | Live at the Pour House                                    | —                      |
| 2012 | Nearly Famous                                             | —                      |